# Lateinische Kathedrale St. Josef

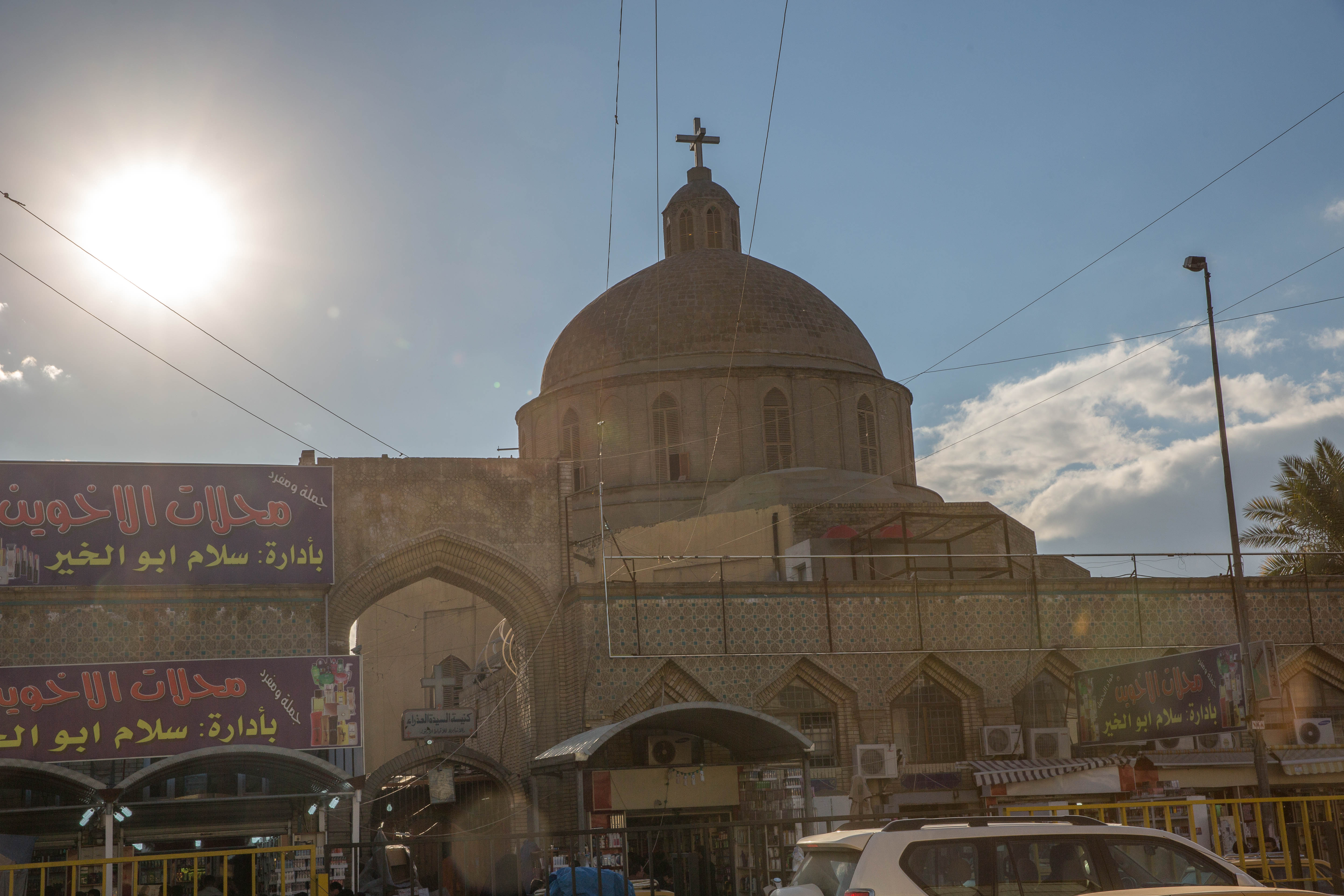
Hl.-Josef-Kathedrale, 2016

Die St.-Josef-Kathedrale (arabisch كاتدرائية القديس يوسف), vollständig Lateinische Kathedrale des Heiligen Josef, ist eine historische römisch-katholische Kathedrale aus der Mitte des 19. Jahrhunderts in der irakischen Hauptstadt Bagdad.

## Standort
Die Lateinische Kirche St. Josef steht, umgeben vom großen Markt (Suq) Shorja, im ehemaligen Christlichen Viertel Aqd an-Nasara (عقد النصارى) innerhalb des Stadtteils Schordscha (الشورجة) von Bagdad an der Südwestseite der Kalifenstraße (شارع الخلفاء) rund 100 m nordöstlich der alten chaldäischen Kathedrale, der Kirche der Schmerzensmutter (Umm al-Ahzan), die wiederum ein südliches Nachbargebäude der durch den Exodus der Christen ganz verwaisten und in der Weihnachtszeit 2018 abgerissenen syrisch-katholischen Kirche Unserer Frau der Unbefleckten Empfängnis ist.

## Geschichte
Die Kirche des Hl. Josef wurde als Bischofskirche des Erzbistums Bagdad errichtet, das 1632 als Bistum gegründet und 1848 zum Erzbistum erhoben wurde. Auf dem Grundstück der Kirche St. Josef stand seit 1737 eine kleine katholische Kirche gleichen Namens. Auch die heutige Kirche war ursprünglich ein relativ kleines Bauwerk, mit dessen Bau 1866 mit Unterstützung der Karmeliter begonnen und das 1871 als Kathedrale der lateinischen Kirche in Bagdad geweiht wurde. Während des Ersten Weltkrieges beschlagnahmten die Behörden des Osmanischen Reiches im März 1917 die Kirche und verwandelten sie in ein Militärkrankenhaus. Nach der Niederlage des Osmanischen Reiches und mit Beginn der britischen Mandatszeit diente das Gebäude wieder als römisch-katholische Kathedralkirche. Von 1942 bis 1943, während des Zweiten Weltkrieges, hatten hier polnische Soldaten Gottesdienste mit ihrem Kaplan Józef Gawlina. In den Jahren nach dem Zweiten Weltkrieg verlor die Kirche durch Abwanderung der Katholiken in andere Stadtteile einen Großteil ihrer Gemeinde und verfiel zusehends. Als wichtiger Grund für die Abwanderung werden die Störungen durch den sich ausdehnenden Markt genannt. Heute gilt die Bausubstanz des Gebäudes als gefährdet. 1956 entstand im Stadtteil Hay al-Wahda in der Nähe des Wathiq-Platzes (ساحة الواثق) eine neue lateinische Kirche. Diese hieß zunächst wie die alte lateinische Kathedrale an der Kalifenstraße St.-Josef-Kirche und wurde 1984 als neue lateinische Kathedrale geweiht, womit die Kirche an der Kalifenstraße weiter an Bedeutung verlor. Es gab nunmehr drei katholische St.-Josef-Kirchen in Bagdad: zwei lateinische und eine chaldäische. Die neue Kathedrale beim Wathiq-Platz erhielt bald darauf den Namen Kathedrale St. Josef und St. Teresa vom Jesuskind.

## Architektur
Die Kirche des Hl. Josef hat einen kreuzförmigen Grundriss mit einer großen, halbkugeligen Kuppel auf einem Tambour mit kreisförmigem Querschnitt und zahlreichen Fenstern, gekrönt von einem weithin sichtbaren Kreuz auf einem achtkantigen Aufsatz. Das Hauptschiff liegt in Südwest-Nordost-Richtung mit der Apsis und dem Altar im Nordosten zur Kalifenstraße hin, das Querschiff orthogonal dazu. Das Gebäude ist 32 m hoch.

## Name, Ritus und Bistum
Da die St.-Josef-Kathedrale dem römischen beziehungsweise lateinischen Ritus folgt, wird sie auch Lateinische Kathedrale des Hl. Josef genannt, um sie von der Kathedrale St. Josef der Chaldäisch-katholischen Kirche zu unterscheiden; diese steht ebenso wie die lateinische Kirche in Union mit Rom, folgt jedoch dem chaldäischen Ritus.
Der derzeitige Diözesanbischof ist seit 2000 Jean Benjamin Sleiman.